# Сараево
Сара́ево (босн. , хорв. и серб. Sarajevo, серб. Сарајево [sǎrajeʋo], прослушатьо файле) — крупнейший город и столица Боснии и Герцеговины. Административный центр Сараевского кантона. Образует муниципальное образование «город Сараево», разделённое на четыре самоуправляемых района.
Население — 343 000 человек (2020), или 8 % населения Боснии и Герцеговины. Национальный состав (среди указавших, 2013): босняков — 81 %, хорватов — 5 %, сербов — 4 %. Доля сербов, проживающих в городе, в результате войны 1992—1995 годов многократно сократилась.
Город расположен в межгорной котловине на берегах реки Миляцки, на территории Федерации Боснии и Герцеговины. С южной стороны к Сараеву непосредственно примыкает его бывшая часть — ныне город Источно-Сараево, расположенный на территории Республики Сербской.
Главный политический, экономический и культурный центр Федерации Боснии и Герцеговины. Производит 31 % ВВП Федерации (2012). Исторический центр состоит из построек периода Османской и Австро-Венгерской империй XVI — начала XX веков.
Поселение, впоследствии получившее название Босна-Сарай (от тур. saray — «дворец»), основано турками около 1462 года. С 1639 года с перерывами — административный центр Боснийского эялета, с 1878 года — главный город австро-венгерской Боснии и Герцеговины. С 1918 года — в Королевстве сербов, хорватов и словенцев. С 1945 года — столица республики Босния и Герцеговина.

## Этимология
Сараево получило своё название от дворца, построенного в середине XV века. Термин Сарай-овасы впервые упоминается в документе 1455 года, и может означать поле, расположенное к западу от дворца: от тур. saray «дворец» и ovası «поле».
Для названия города использовалось название Босна-Сарай (ср. Сарай — столица Золотой Орды): от тюркского сарай «дворец, административное здание» (буквально — «боснийский дворец»), который был построен пашой Гази Хусрев-бегом в XVI веке. После присоединения Боснии к Австро-Венгрии в 1878 году название изменено на Сараево (буквально — «дворцовое»).
Согласно одной из версий, Сараево было основано на месте средневекового города Врхбосна (термин впервые упоминается в 1415 году) — «верхнее течение реки» или «гора над Босной»: от серб. врх «вершина, гора», и Босна — река, вблизи которой расположился город.
Босняки называли город «Шехер-Сараево» («город-Сараево», от тюркского شر (şehir), заимствованного из перс. شهر‎ (šahr)), а турки — «Новый Дамаск». Из-за былого этнорелигиозного многообразия город называли также «Европейским Иерусалимом» или «Балканским Иерусалимом». Для отличия собственно Сараево от Источно-Сараево город иногда называют «федеральным Сараево». 

## История
Долина реки Миляцки была заселена во времена неолита. Учёные допускают, что по этой местности в направлении востока во времена античности проходила древнеримская дорога. В VI—VIII века в долине появились сербы.
В XII веке местность вошла в состав Боснийского баната, в XIII веке превратившегося в Боснийское королевство, которое было завоёвано турками в 1429 году. В это время район Сараева населяло смешанное в конфессиональном отношении население — православные и католики, находившиеся под властью православного рода Павловичей. По мнению ряда учёных, на месте городского квартала Скендерия на левом берегу Миляцки в Средние века существовал город Врхбосна: об этом сообщают некоторые письменные источники (в одном из них упоминается о строительстве церкви святого Петра во Врхбосне в 1238—1239 годах). Сараевский историк Хазим Шаб в 1960 году утверждал, что Врхбосной называлась область в Боснии, а не какой-то конкретный город.

### Османская империя

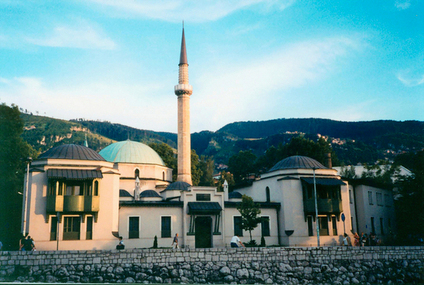
Царская мечеть

Как поселение со статусом касабы Сараево было основано около 1462 года, и, скорее всего, не было связано с какими-либо средневековыми поселениями. На это может указывать перенос славянского села Бродац (название, вероятно, относится к располагавшемуся здесь броду) с излучины реки Миляцки на место современного района Бендбаша. По данным османской переписи 1455 года, в районе Сараева существовали и другие сёла.
Основателем города принято считать Иса-бега Исаковича, который около 1460 года стал пашой Боснийского пашалыка с центром в новообразованном Сараеве. В то время на холме в верхнем течении Миляцки была возведена крепость, внизу на обоих берегах реки разместился торговый район — чаршия, центром которого была Башчаршия на правом берегу. Царская мечеть и дворец паши (или «сарай» — от тюркского sarai — «дом, дворец») расположились на левом берегу. Были построены мечеть, общественная баня, постоялый двор.

#### «Золотой век»
XVI век считается «золотым веком» Сараева. В начале этого века город под руководством Гази Хусрев-бега получил статус города (турецкое шехер). Отец паши имел герцеговинские корни и принял ислам, а мать была дочерью султана Баязида Второго. При нём были построены, в частности, библиотека и медресе, а также сохранившаяся до сих пор Хусрев-бегова мечеть (1530), которая и в XX веке оставалась крупнейшей во всей Боснии. В 1553 году административный центр Боснии переносился в Баню-Луку (до 1639 года).
Синагога, хорватская и сербская церкви
Как и в других городах Османской империи, жилые районы Сараева назывались махаллями, количество которых в конце XVI века перевалило за сотню (три или четыре из них были не мусульманскими). Османский путешественник XVII века Эвлия Челеби называл город красивым и оживлённым. Крупнейшую немусульманскую махаллю составляли католические купцы из Дубровника. Католический квартал XVI века насчитывал 66 домов, имелась церковь. К востоку от города располагалась православная махалля, в которой в 1520—1530 годы была построена Старая православная церковь, сохранившаяся до сих пор. С 1565 года в городе поселились евреи, которые в 1580-е годы возвели в своей махалле синагогу. Немусульмане подвергались дискриминации: им запрещалось заниматься некоторыми профессиями, ездить на лошадях или носить яркую одежду. Наименьшей свободой обладали мусульманки, редко покидавшие дом мужа. В 1530 году мусульмане составляли 97 % от всего населения города (в 1485 году — 27 %).
По численности населения к концу века Сараево стало третьим городом Османской империи в Европе после Солуня и Эдирне. Основу прироста населения составили славяне из окрестностей. На славянском языке говорило большинство горожан, несмотря на то, что официальным языком являлся турецкий.

#### Упадок

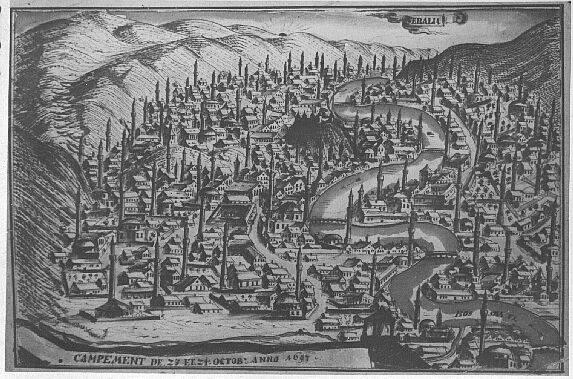
Сараево в 1697 году

Во время Великой Турецкой войны австрийская армия во главе с Евгением Савойским в ночь на 24 октября 1697 года вошла в Сараево и сожгла большую часть города, десять тысяч горожан были уведены в плен. Сараево пришло в упадок, административный центр Боснии на полтора столетия был перенесён из Сараева в Травник, а численность населения города так и не смогла вернуться на прежний уровень вплоть до XX века.
В начале XVII века в городе насчитывалось 24 тысячи жителей. С 1729 года велось строительство крепостных стен длиною около 300 метров с башнями и воротами, частично сохранившиеся до сих пор. Вместе с остальными боснийцами горожане участвовали в Русско-турецкой войне 1735—1739 годов. А в 1804 году они принимали участие в подавлении Первого сербского восстания. В 1831 году в Боснии произошло восстание против владычества Османской империи, в Сараеве состоялся Всебоснийский конгресс. В 1850 году в город была перенесена резиденция наместника султана. В 1860-е годы население составило около 20 тысяч человек. В 1866 году открыта типография. В 1872 году в центре города была построена православная церковь Рождества Пресвятой Богородицы, которая сильно отличалась от Старой православной церкви своими размерами.

### Австро-Венгрия
19 августа 1878 года после 8-часовых боёв с турецкими войсками и ополченцами из числа местных мусульман австрийские войска заняли Сараево, которое осталось административным центром Боснии и Герцеговины под оккупацией Австро-Венгрии. В период с 1878 по 1910 год население города увеличилось вдвое, в основном за счёт католиков, назначавшихся на государственные должности и занимавшихся торговлей и оказанием услуг. По переписи 1910 года насчитывалось 36 % мусульман, 34 % католиков, 16 % православных и 12 % иудеев; 32 % горожан были выходцами из уголков Габсбургской империи. В 1878 году австро-венгерские власти назначили мэром Сараева Мустафу Фадилпашича. В 1884 году был введён первый устав города, согласно которому мэр города избирался властями Боснии и Герцеговины, собрание состояло из 12 мусульман, шести православных, трёх католиков и трёх иудеев. Все мэры Сараева в период Австро-Венгрии были мусульманами.

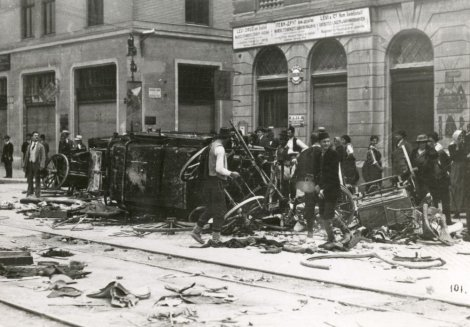
Сербские погромы в 1914 году

В 1882 году открыт железнодорожный вокзал. В 1894 году запущена конка, на следующий год преобразованная в трамвай на электрической тяге. В 1880-е годы открылись табачная и текстильная фабрики, кирпичный и другие заводы.
За образец перестройки города была принята венская улица Рингштрассе. Самым известным архитектором венской школы, работавшим в Сараеве, был Йосип Ванцаш, который спроектировал католический собор Сердца Иисуса, современный дворец Президиума, особняк Иешуа Салома и другие здания. Вместе с архитектурой в Сараево пришли праздники и фестивали, проводившиеся в Вене и других городах империи.
В 1908 году власти Сараева с радостью восприняли аннексию Австро-Венгрией Боснии и Герцеговины. 28 июня 1914 года произошло Сараевское убийство: членом организации Млада Босна Гаврилой Принципом был убит наследник австрийского престола эрцгерцог Франц Фердинанд, прибывший в город наблюдать за военными манёврами. Убийство послужило поводом для начала Первой мировой войны, и вызвало двухдневные сербские погромы в Сараеве.

### Югославия

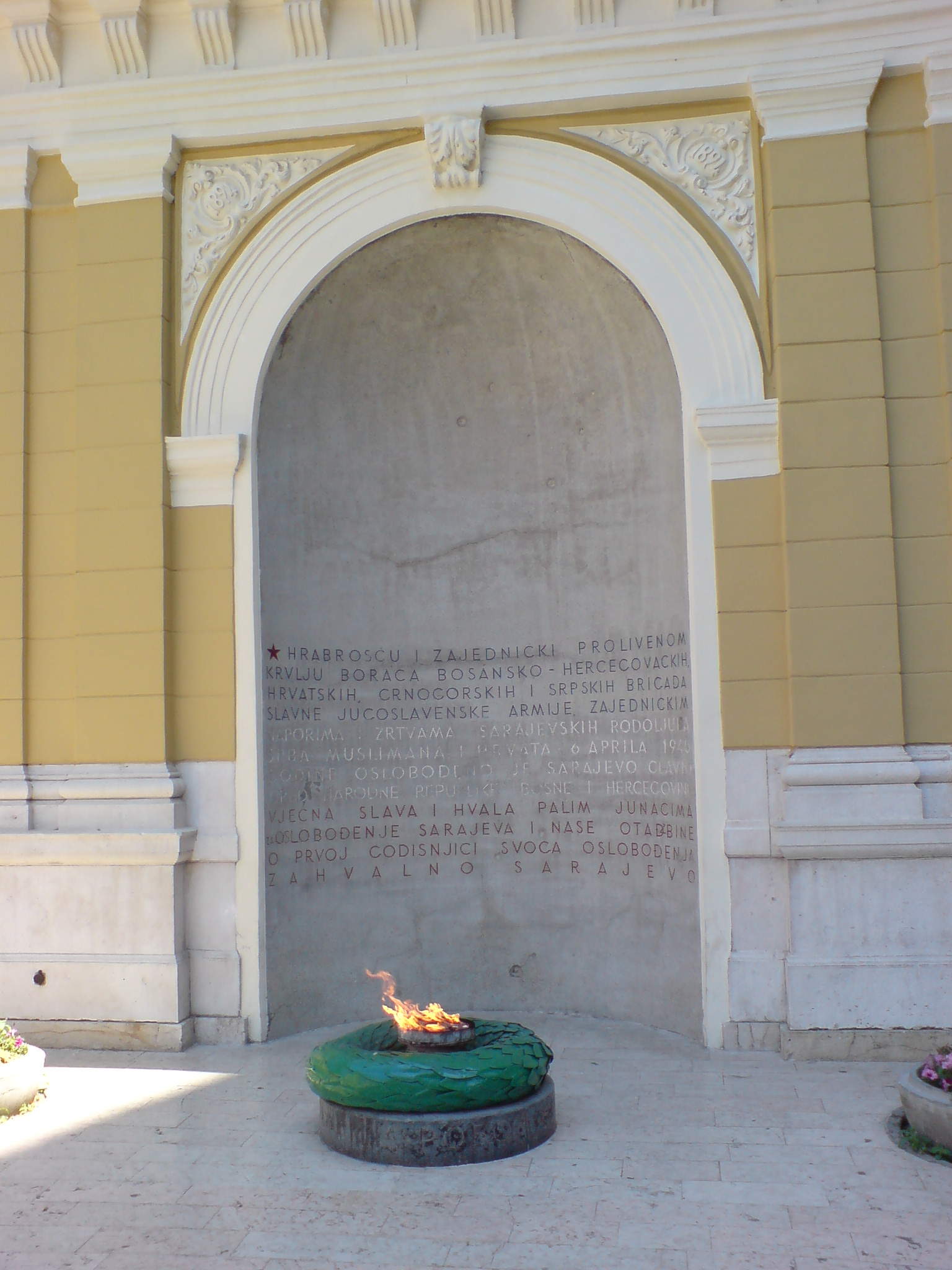
Вечный огонь

Детальный план Сараева, 1932 год

С 1918 года — административный центр края Босния и Герцеговина в составе Королевства сербов, хорватов и словенцев. В том же году впервые в истории мэром Сараева стал серб — Аристотель Петрович. С 1923 года — административный центр Сараевской области; с 1929 года — Дринской бановины. Сараево было беднее других крупных городов Югославии: по данным 1938 года, бюджет Сараева был в три раза меньше, чем у Белграда, Загреба или Любляны. В эти годы некоторые улицы были переименованы, улица Франца Иосифа стала улицей короля Петра.
Вторая мировая война в Сараево пришла 6 апреля 1941 года, когда город подвергся немецким бомбардировкам. 12 и 13 апреля итальянцы продолжили бомбардировки. Сараево оказалось в немецкой оккупационной зоне Независимого государства Хорватия, в подчинении великой жупы Врхбосна. Город был полностью «очищен» от евреев. В 1943—1944 годах Сараево подвергалось англо-американским бомбардировкам. По оценочным данным, 10 961 горожанин погиб от насилия во время войны, в том числе 7092 еврея, 1427 сербов, 412 мусульман, 106 хорватов. С 28 марта по 10 апреля 1945 югославская армия вела бои за город и освободила его, разгромив силы целого немецкого горного корпуса. После этого сотни улиц получили новые названия, главной улицей стала улица Маршала Тито.
В 1945 году Сараево стало столицей Народной Республики Босния и Герцеговина. С 1977 года город состоял из 10 районов: Стари-Град, Центр, Ново-Сараево, Нови-Град, Вогошча, Илиджа, Илияш, Пале, Трново и Хаджичи. В 1984 году в Сараеве прошли XIV Зимние Олимпийские игры. С 1989 года город стал испытывать на себе начало экономического кризиса и рост межнациональной напряжённости в Югославии.

### Независимая Босния и Герцеговина

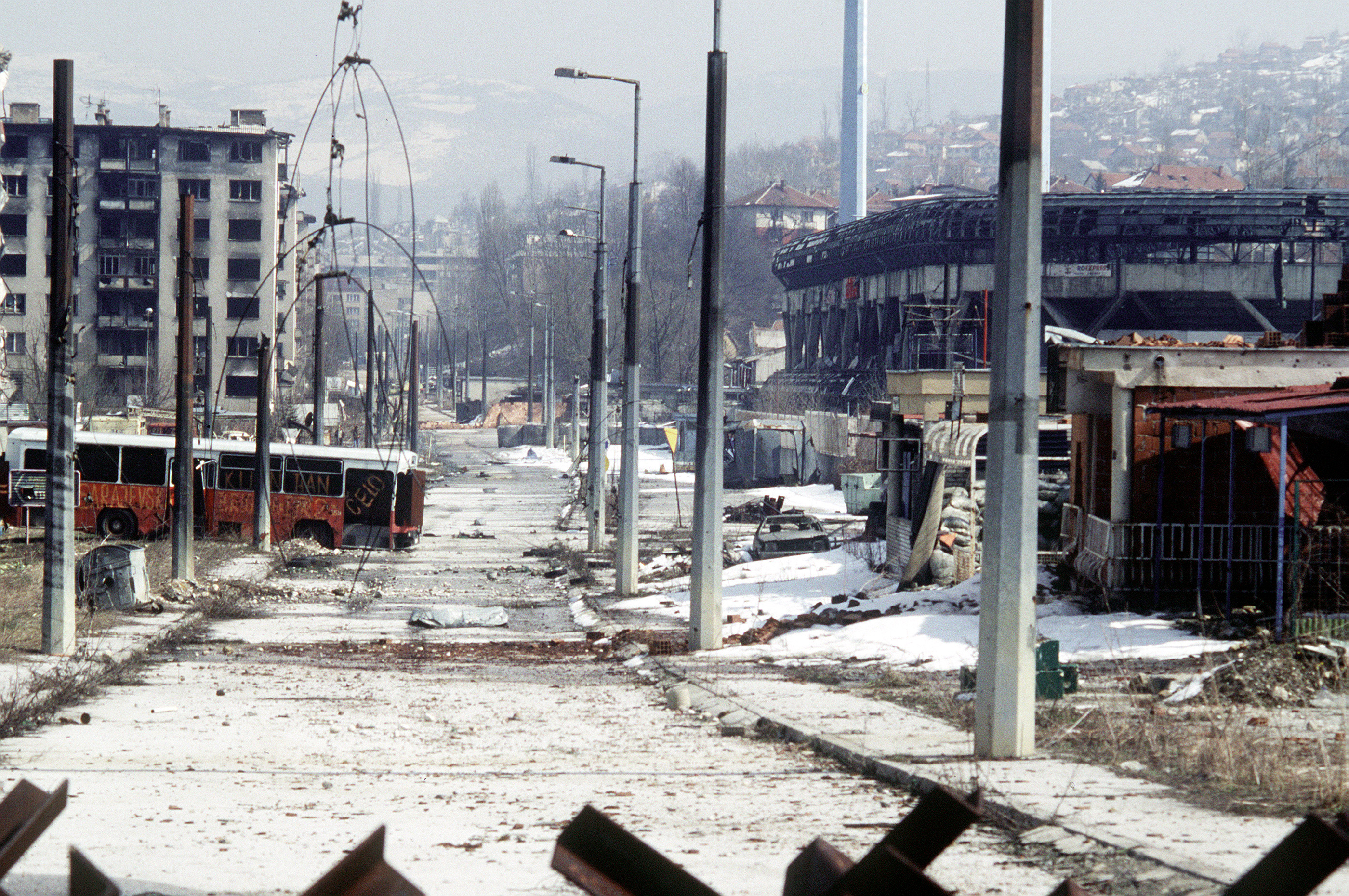
Сараево после войны, 1996 год

1 марта 1992 года, во время проведения референдума о независимости Боснии и Герцеговины, мусульмане при участии Рамиза Делалича расстреляли сербскую свадьбу в центре Сараева. Сербы по городу стали возводить баррикады. 6 апреля 1992 года во время мирной демонстрации были убиты шесть человек, более десяти ранено.
Разгорелась Война в Боснии и Герцеговине, город был осаждён силами боснийских сербов. В первые месяцы войны многие сербы бежали из Сараева. 16 мая 1992 года отряд под командованием армии боснийских мусульман перебил сербских жителей в Пофаличах (район Ново-Сараево). От 150 до нескольких тысяч мирных сербов были убиты во время войны вооружёнными мусульманами и хорватами. В июне 1992 года аэропорт, через который осуществлялись поставки гуманитарной помощи, был взят под контроль миротворцами ООН; при этом основная часть города контролировалась армией боснийских мусульман, а пригороды, где проживало в основном сербское население, и близлежащие высоты были заняты армией Республики Сербской. Горожане испытывали нехватку воды и еды, перебои с отоплением; не работала канализация, вовремя не вывозился мусор. Взрыв на улице Васы Мискина 27 мая с многочисленным жертвами повлёк санкции против Югославии, принятые ООН. Взрывы на Маркале 5 февраля 1994 года и 28 августа 1995 года так же повлекли тяжёлые последствия.

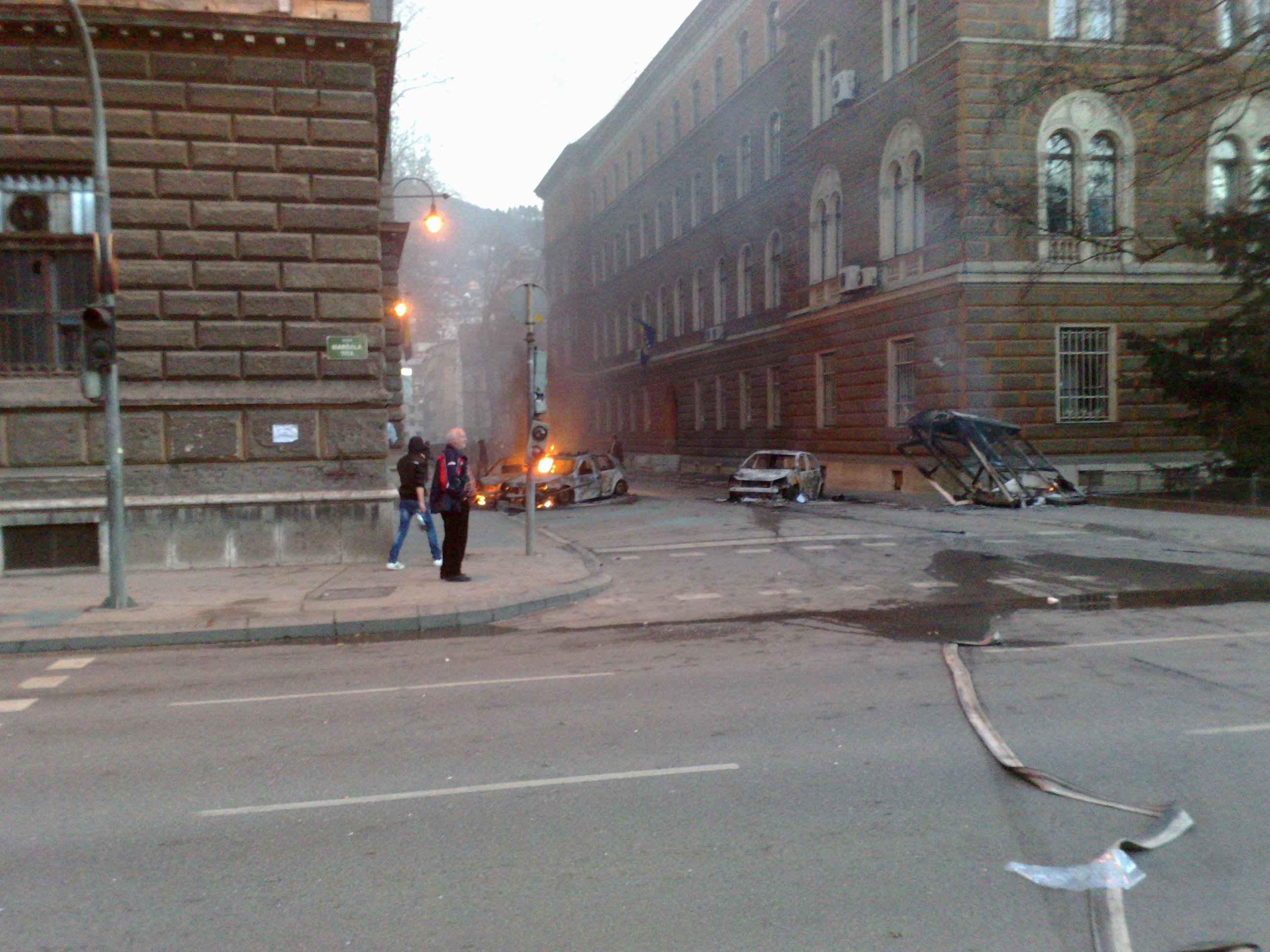
Беспорядки в 2014 году

По данным министерства здравоохранения Боснии и Герцеговины, во время осады Сараева 10 615 человек погибли и 61 136 были ранены (75 % всех случаев пришлось на 1992 год). По оценке Гаагского трибунала, в период между 10 сентября 1992 года по 10 августа 1994 года не менее 4352 человек погибли в результате насилия; 37 % всех жертв пришлось на гражданское население; 66 % погибли в результате взрывов гранат, 18 % — от снайперских пуль. Дейтонские соглашения 1995 года положили конец войне, разделив Сараево между Федерацией Боснии и Герцеговины и Республикой Сербской (ныне город Источно-Сараево). В период с 1991 по 1998 год в Сараеве количество мусульман выросло с 252 тысяч до 304 тысяч человек, хорватов уменьшилось с 35 тысяч до 21 тысячи человек, сербов — уменьшилось со 157 тысяч до 18 тысяч человек.
В январе 1996 года на территории города был размещён миротворческий контингент НАТО IFOR. В последующем при участии МБРР проводилось восстановление города, в том числе жилья и транспорта, объектов инфраструктуры, образования и здравоохранения. В феврале 2014 года в Сараеве, в связи с тяжёлым экономическим положением страны, происходили беспорядки, вылившиеся в столкновения с полицией.

## Физико-географическая характеристика

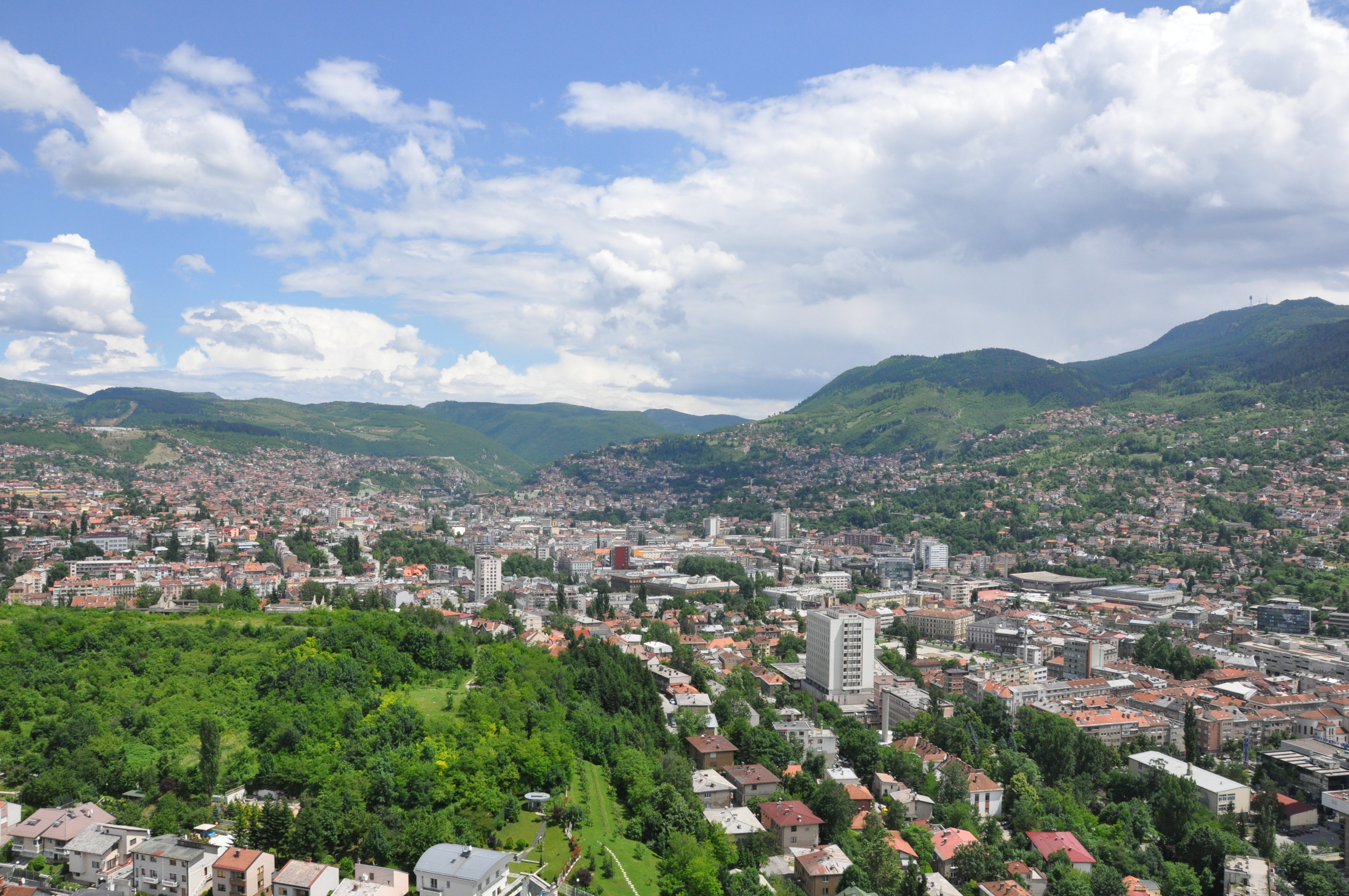
Ландшафт Сараева

Сараево расположено в центральной части Боснии и Герцеговины и в пределах исторической области Босния; в межгорной Сараевской котловине на берегах реки Миляцки. Город окружают лесистые холмы и горы Динарского нагорья: самая высокая из них — Трескавица (2088 м), затем следуют Белашница (2067 м), Яхорина (1913 м), Требевич (1627 м), самая низкая — Игман (1502 метра). Последние четыре также известны как Олимпийские горы. Ландшафт города также имеет холмистый характер, о котором свидетельствуют многочисленные круто наклонные улицы и жилые постройки, расположенные на склонах холмов. Высота над уровнем моря исторического центра, расположенного в общине Стари Град, — 541 метр.
В сейсмическом отношении Сараево расположено в относительно спокойном районе Боснии и Герцеговины, на восточной окраине Сараево-Зеницкого бассейна. Сильнейшее землетрясение в районе города зафиксировано на горе Трескавице с магнитудой 6,0.
Расстояние до Адриатического моря (город Неум) по прямой составляет 122 км. Расстояние до ближайших столиц по прямой: 174 км до Подгорицы, 195 км до Белграда, 289 км до Загреба; до Бани-Луки — 140 км.
Река Миляцка (берёт начало в соседнем городе Пале), также называемая Сараевской рекой, протекает через город с востока сквозь центр к западной части Сараево, где впадает в более крупную реку — Босну. Через город и его предместья также протекают несколько небольших рек и ручьёв. В окрестностях расположены источники минеральных вод: термальных углекислых (+32 °С) и термальных сульфидных (+57,6 °С). К юго-востоку от города расположен исток реки Босны — Врело-Босне, к которому со стороны Сараева ведёт аллея из каштанов и клёнов. Среди парков города: Большой парк, Бетания, Да-Рива, Барице, мемориальный парк «Враца», набережная Вильсона. Площадь города составляет 141,5 км².
По данным ВОЗ, Сараево является самым загрязнённым городом Европы по качеству атмосферного воздуха: в 2012 году отмечался высокий уровень загрязнения воздуха взвешенными частицами (PM) и газообразными веществами (SO2). Его расположение в котловине способствует застою вредных выбросов в атмосферу в зимнее время.

### Климат
Климат района Сараева умеренно континентальный, испытывающий влияние средиземноморского климата с юга. Лето тёплое. Самый тёплый месяц — июль со средней температурой +19,1 °С. Абсолютный максимум температуры отмечался 19 августа 1946 года: +40,0 °С. В среднем лето в Сараеве длится 68 дней. Зима прохладная. Самый холодный месяц — январь со средней температурой −1,3 °С. Зимой характерны длительные туманы. Абсолютный минимум температуры отмечался 24 января 1942 года: −26,4 °С. Температура воздуха ниже 0 °С удерживается в среднем 28 дней, в промежутке между 23 октября и 29 апреля. Снежный покров удерживается 139 дней, в промежутке с 18 ноября по 6 апреля. Из-за близости Адриатического моря осень теплее весны.
Годовое колебание температур составляет 20,4 °C. Осадки распределены в году относительно равномерно: максимум приходится на июнь и октябрь, минимум — на февраль и январь. Солнечное сияние составляет 1830 часов в год, в том числе 260 часов в августе и 46 — в декабре. Город расположен в 7-й зоне морозостойкости. Местность подвержена наводнениям при выходе из берегов реки Босны и её притоков, включая Миляцку.
| Показатель                    | Янв. | Фев. | Март | Апр. | Май  | Июнь | Июль | Авг. | Сен. | Окт. | Нояб. | Дек. | Год |
| ----------------------------- | ---- | ---- | ---- | ---- | ---- | ---- | ---- | ---- | ---- | ---- | ----- | ---- | --- |
| Средний суточный максимум, °C | 2,7  | 5,9  | 10,4 | 15,1 | 20,3 | 23,1 | 25,5 | 25,7 | 22   | 16,5 | 9,7   | 3,5  | 15  |
| Средний суточный минимум, °C  | −4,4 | −2,3 | 0,6  | 4,4  | 8,5  | 11,4 | 12,8 | 12,6 | 9,7  | 5,7  | 1,6   | −2,8 | 4,8 |
| Норма осадков, мм             | 71   | 67   | 70   | 74   | 82   | 91   | 80   | 71   | 70   | 77   | 94    | 85   | 932 |
| Источник: www.wetterkontor.de |      |      |      |      |      |      |      |      |      |      |       |      |     |

## Символика
Герб Сараева вместе с флагом Сараева были утверждены в 2000 году.
В период господства Австро-Венгрии существовал герб Сараева с двумя палицами и полумесяцем. В 1965 году был утверждён новый герб, являвшийся прообразом современного. Современный герб представляет собой щит, состоящий из трёх частей. В средней части изображена крепостная стена и ворота чёрного цвета. В верхней части изображены треугольники зелёного цвета, символизирующие крышу крепости и горы одновременно. Нижняя часть символизирует речную долину синего цвета с мостом белого цвета.
Флаг Сараева представляет собой прямоугольное полотнище светло-голубого цвета с соотношением сторон 1:2, в центре которого находится герб Сараева.

## Население
По результатам переписи 2013 года численность населения города Сараево (общин Стари-Град, Центр, Ново-Сараево и Нови-Град) составила 275 524 человек; национальный состав (среди указавших): босняков — 81 %, хорватов — 5 %, сербов — 4 %.
По данным переписи 1991 года, население города составляло 527 049 человек. Из них 49 % мусульман, 30 % сербов, 7 % хорватов, 11 % югославов. В шести из десяти районов мусульмане составляли большинство (в районе Стари-Град на долю мусульман приходилось 78 % населения). Наибольшее количество сербов проживало в районе Пале — 67 %, наименьшее — в Стари-Граде. Хорватов в Стари-Граде насчитывалось 2 %.
По оценкам, во время Боснийской войны Сараево навсегда покинуло больше половины населения. Численность населения Сараева и его пригородов в границах довоенного города Сараево в 2007 году составила 419,0 тысячи человек. Некоторые источники выделяют метрополитенский район Сараева, включающего его пригороды.

### Сараевский говор боснийского языка
Сараевский говор боснийского языка, на котором говорит население города и его ближайших окрестностей, представляет собой разновидность южного поддиалекта восточнобоснийского (иекавско-шчакавского) диалекта с екавским типом произношением праславянского *ě. К началу XXI века говор дошёл в виде остатков из-за миграции населения в 1990-е годы; при этом полностью исчез экавско-екавский говор сараевского района Бйелаве. К сохранившимся особенностям разговорной речи относится исчезновение различий между твёрдыми и мягкими аффрикативными согласными č и ć, dž и đ; встречающееся выпадение гласных (Saraj’vo вместо литературного Sarajevo; pjevat вместо pjevati в глаголах в форме инфинитива с окончанием -ti) и другие. К востоку и юго-востоку от Сараева распространены говоры иекавско-штокавского типа восточногерцеговинского диалекта.

## Власть

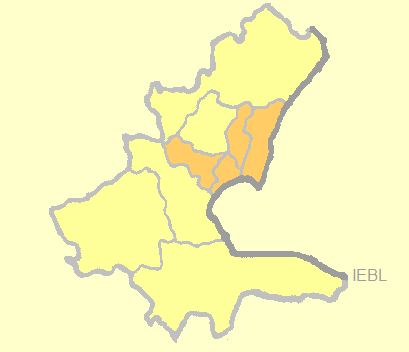
Районы Сараева на фоне кантона

Согласно конституции Боснии и Герцеговины, Сараево является столицей Боснии и Герцеговины. Согласно конституции Федерации Боснии и Герцеговины — столицей Федерации Боснии и Герцеговины. Согласно конституции Республики Сербской — столицей Республики Сербской (фактически столица республики с 1995 года располагается в Бане-Луке). Административный центр Сараевского кантона.
Согласно конституции Сараевского кантона, четыре общины кантона — Стари-Град, Центр, Ново-Сараево и Нови-Град образуют муниципальное образование «город Сараево». Согласно уставу города Сараево, принятому в 2008 году, к органам самоуправления города относятся городское вече и мэр. Вече состоит из 28 членов, которые избираются четырьмя городскими общинами по 7 членов от каждой. Боснийский, хорватский и сербский языки, как и письменности — кириллица и латиница, признаются равноправны. Бюджет города в 2014 году составил 11,7 млн конвертируемых марок, при этом основным источником доходов являлся Сараевский кантон.
С 1992 года на южной части бывшего Сараева (ныне территория Республики Сербской) располагается город Источно-Сараево (до 2004 года носивший название Сербское Сараево).

## Экономика

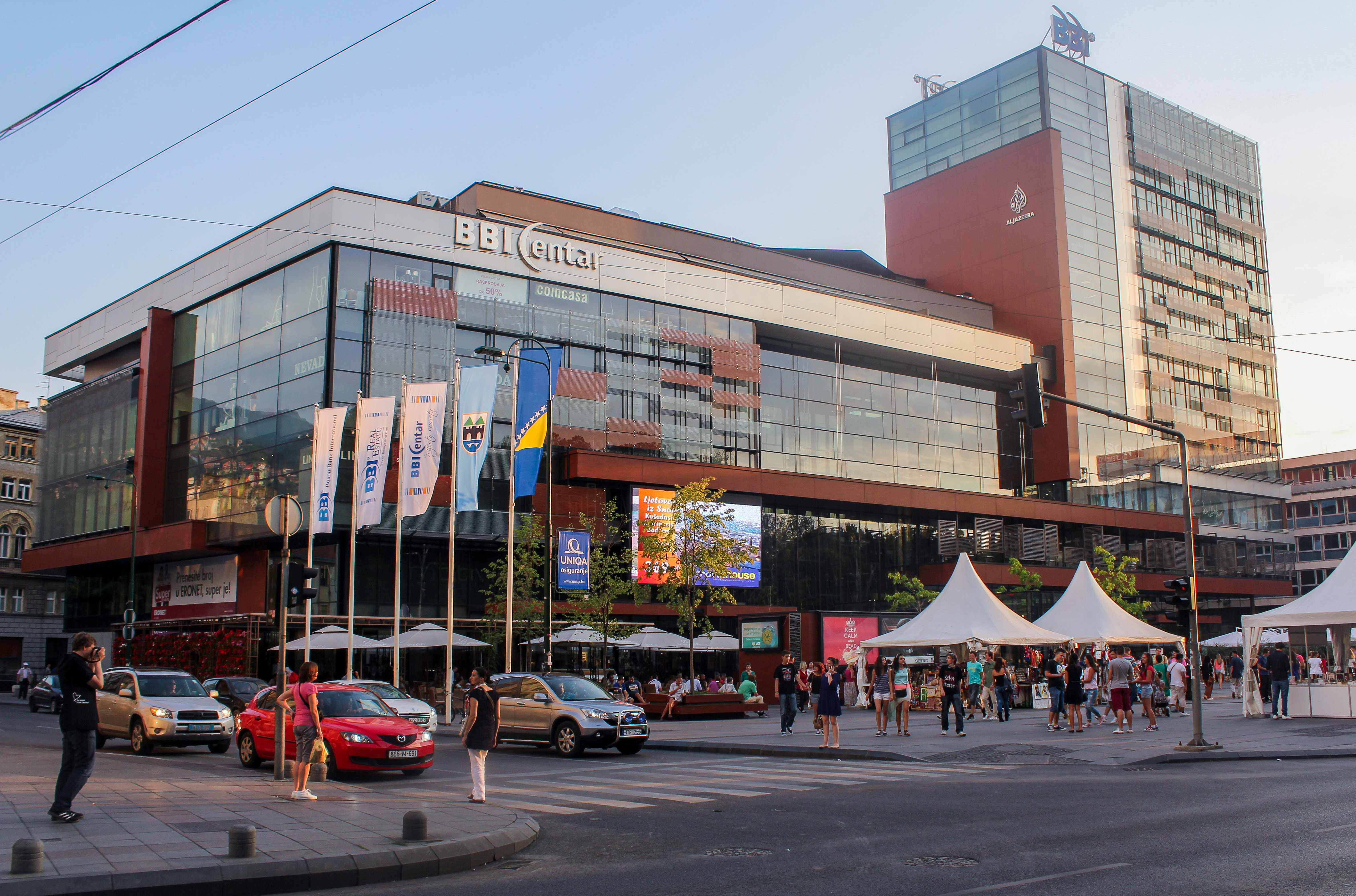
Торговый центр, построенный на месте снесённой «Сарайки»

Город входит в Сараевский экономический макрорегион, охватывающий 32 общины (из которых 19 расположены на территории Федерации БиГ и 13 — в Республике Сербской). Здесь расположены штаб-квартиры национальных компаний: B&H Airlines, BH Telecom, Железных дорог Федерации Боснии и Герцеговины, Bosnalijek, Energopetrol, BH-Gas, BH Pošta; коммерческих банков: BOR banka, Bosna bank international, Moja banka, Privredna banka Sarajevo, Vakufska banka и других. Месторасположение Сараевской фондовой биржи, Банка развития Федерации Боснии и Герцеговины.
В 2009 году в городе было зарегистрировано 6164 субъекта предпринимательской деятельности: 42 % из которых заняты в торговле, 15 % в промышленном производстве, 7 % в строительстве, 5 % в транспорте. Частных предпринимателей — 9303. Около 20 отделений банков, большая часть которых — иностранные. Количество занятых составило 94 165 человек. За 2012 год ВВП на душу населения Сараева составил 18,5 тысяч конвертируемых марок, что составляет 31 % от ВВП Федерации Боснии и Герцеговины. В 1981 году ВВП города на душу населения составляло 133 % от среднего по Югославии (в 2 раза меньше, чем в Любляне).
В 2012 году в городе насчитывалось 74 гостиницы и 68 других мест временного проживания; 1600 ресторанов и 1074 бара. В 2013 году Сараевский кантон посетило свыше 300 тысяч туристов, 84 % из которых были иностранцами (в основном турки, хорваты, словенцы, сербы и немцы). Средняя время пребывания иностранных туристов составило 3 дня. С 2010 года проводится ежегодная международная инвестиционная конференция «Сараево бизнес форум», на которой обсуждается сотрудничество стран Юго-Восточной Европы.

### Промышленность

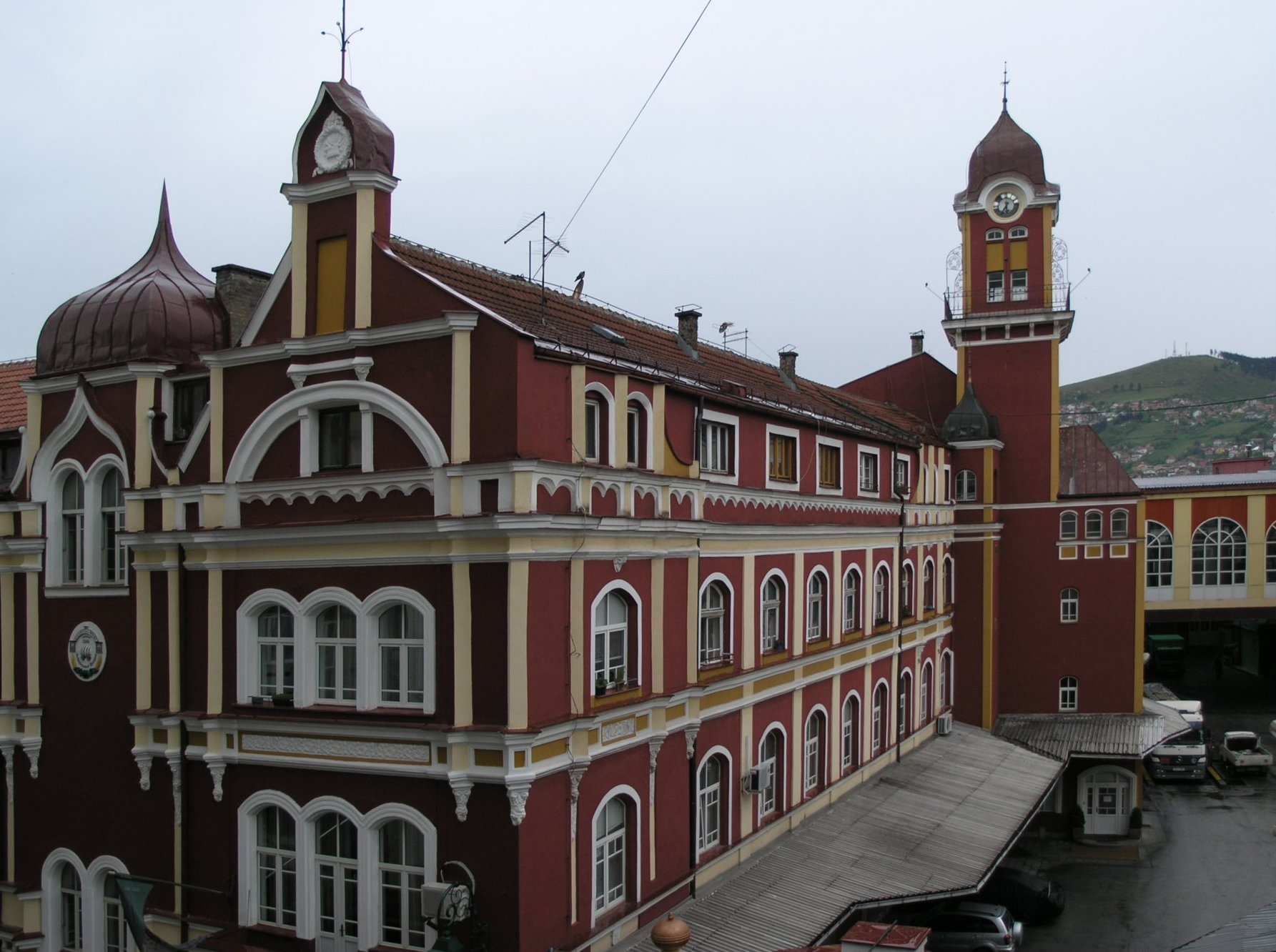
Сараевская пивоварня

Промышленность состоит из производства продуктов питания, табачных изделий, обуви, строительных материалов, химической и текстильной промышленности, лесопереработки, машиностроения и металлообработки. На экспорт идут продукты лесопереработки, машины, бумажная продукция. Среди предприятий пищевой промышленности: Сараевская пивоварня (существующая с 1864 года), Сараевская табачная фабрика (с 1880 года), завод хлебобулочных и кондитерских изделий Klas (с 1902 года), молокозавод Milkos (с 1953 года). Фармацевтические заводы Bosnalijek (с 1951 года) и Farmavita (с 1991 года).
До начала войны в 1992 году Сараево играло роль «балканского Детройта», будучи крупнейшим центром автомобильной промышленности на Балканах. Сараевский автомобильный завод был основан при участии Volkswagen в 1969 году. В первое время выпускал автомобиль Volkswagen Käfer, затем Volkswagen Golf I, Golf II. В 1980-е годы производил около 25 тысяч машин в год. Накануне войны, в марте 1992 года с конвейера вышел первый экземпляр Golf III. В последующем линия автомобильных кабелей была перенесена в город Рудо. После окончания войны на заводе была возобновлена сборка автомобилей марок Volkswagen и Škoda.
Сараевский моторный завод FAMOS до войны обеспечивал 10 % рабочих мест в городской промышленности. Завод изготавливал двигатели и детали к автомобилям; приносил 42,5 % всех доходов экономики района Илиджи. По данным 2015 года, здесь работает около 50 работников. Energoinvest было крупнейшим предприятием Боснии и Герцеговины, которое производило энергетическое оборудование на экспорт. В 2011 году оно терпело убытки на десятки миллионов марок. Предприятие Hidrogradnja в прошлом занималось строительством дорожной инфраструктуры и гидроэлектростанций в Югославии и за рубежом. В 2013 году имело долги на десятки миллионов марок. Сараевская конфетная фабрика обанкротилась в 2006 году. Военный завод Pretis, пострадавший во время войны, продолжает производить боеприпасы, которые отправляются на экспорт в Сербию, страны Азии и Африки.

### СМИ
В Сараеве расположены редакции национальных изданий: государственной телерадиовещательной службы «Радио и телевидение Боснии и Герцеговины», ежедневных газет «Oslobođenje» и Dnevni avaz, журнала Start, еженедельников Slobodna Bosna и BH Dani. Здесь же располагается редакция телеканала Al Jazeera Balkans, вещающего на языках бывшей Югославии. Местная телепрограмма «Телевидение Сараевского кантона». Радиостанция «Радио Сараево», вещающая на частоте 90,2 МГц.
Сараевская телебашня, один из символов Сараева, расположена на горе Хум в черте города, имеет высоту 78,5 метров, была построена в начале 1980-х годов. В 1992 году во время войны была повреждена в результате артиллерийского обстрела.

## Социальная сфера

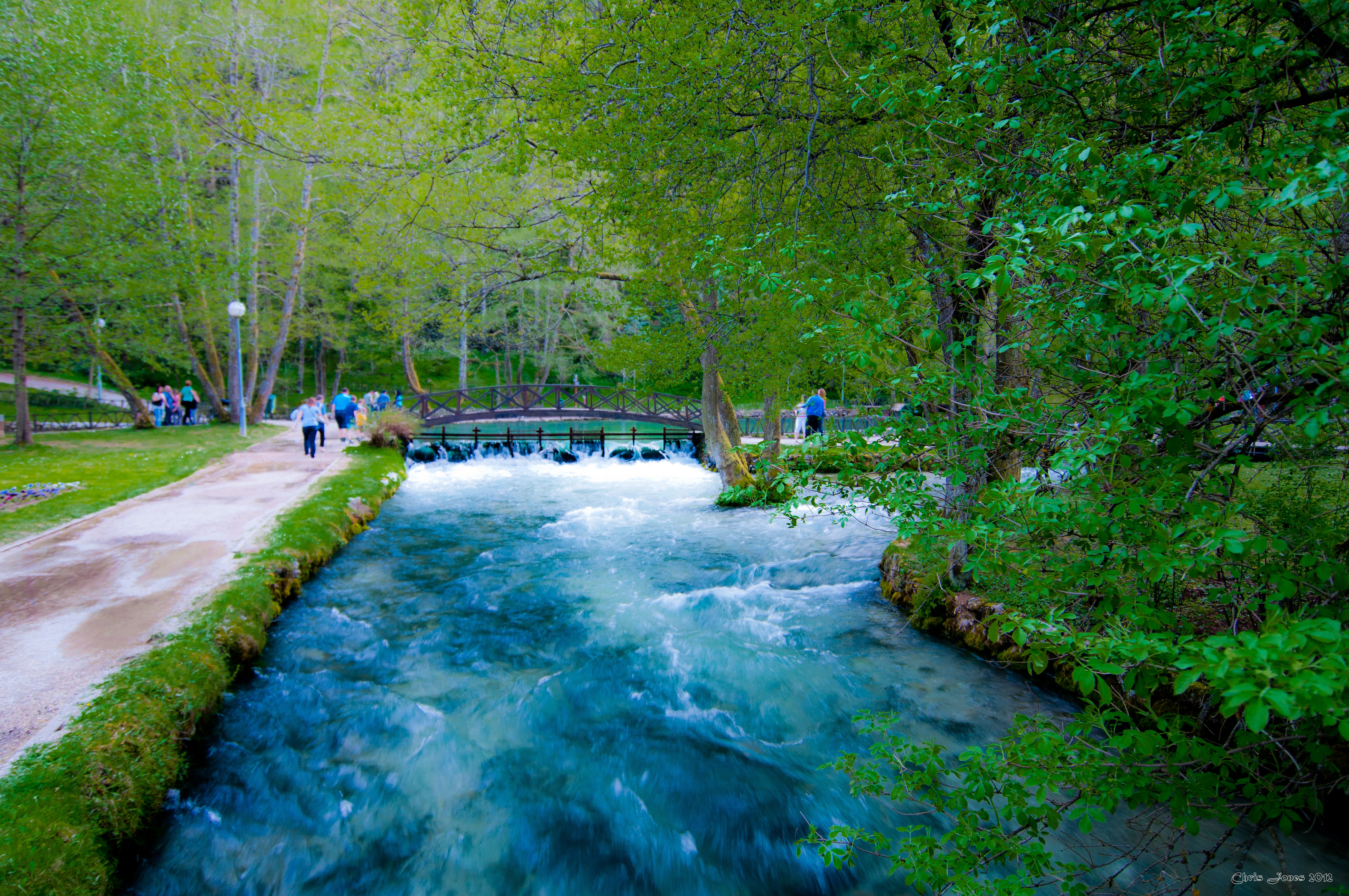
Район Врело-Босне — основной источник водоснабжения Сараева

Система здравоохранения на уровне районов состоит из четырёх поликлиник в каждом районе города, их отделений, отделений центра женского здоровья и материнства. Стационарную помощь оказывают две больницы и клинический центр Сараевского университета. Имеется кантональная психиатрическая больница.
В 2012 году в Сараевском кантоне было зарегистрировано 6879 преступлений, в том числе 222 против жизни и здоровья, 545 грабежей и разбоев (по этому показателю Сараевский кантон почти в 8 раз опережает даже самый многолюдный Тузланский кантон, который лидирует по общему количеству преступлений в стране). По мнению руководителя Хельсинкского комитета по правам человека в Боснии и Герцеговине, в 2011 году в Сараеве существовала дискриминация по этническому признаку, которая проявляется в ущемлении социальных прав людей, практике сегрегации учащихся в школах; мизерном количестве сербов и хорватов, занимающих должности в органах власти Сараевского кантона (свыше 96 % служащих составляют боснийцы-мусульмане). Для обеспечения гражданского мира в соответствии с Дейтонским соглашением в районе Сараева (база Бутмир) расквартирована команда миротворческих сил EUFOR Althea.
Электроэнергия в город поступает с теплоэлектростанций в Какани и Тузле, и гидроэлектростанций в Мостаре, Салаковце, Грабовице и Ябланице. С 1979 года через трубопровод из Зворника, расположенного на границе с Сербией, город подключён к газотранспортной системе Европы и России. Централизованное теплоснабжение организовано при участии коммунальных предприятий Toplane-Sarajevo и Sarajevogas. Основной источник водоснабжения Сараева — расположенный на Сараевском поле источник «Бачево», связанный с подземным водотоком реки Железницы (приток Босны). Система канализации в довоенное время обслуживала около 70 % населения. Очистные сооружения, рассчитанные на эквивалент населения в 600 тысяч человек, по данным 2015 года, не работают.

## Транспорт

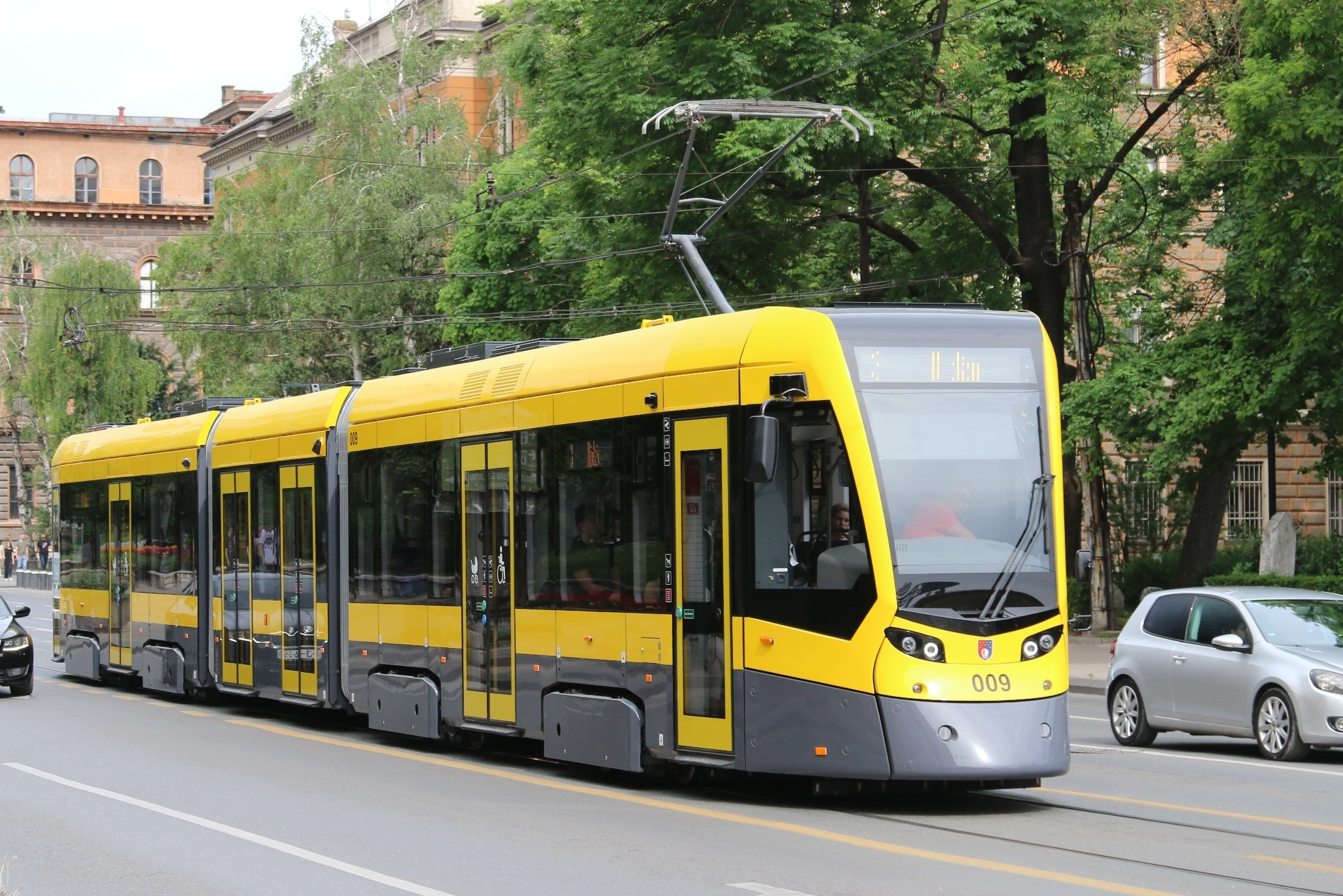
Сараевский трамвай

Сараево — крупный узел шоссейных дорог. Автомагистраль A1, проходящая с севера на юг страны, связывает Сараево с городами Високо, Какань, Зеница, Добой на севере и Мостаром на юге. Дорога является частью европейских автомобильных маршрутов E 73 и E 761, с выходом к Хорватии, Венгрии и Сербии.
Автодорога национального значения М5 проходит через весь город в широтном направлении, на западе соединяется с автодорогой М18, которая, в свою очередь, соединяет Сараево с остальной страной в меридианном направлении. Автодорога М17 направляется на Мостар и Чаплину.
Общественный транспорт города (трамваи, троллейбусы и автобусы) обслуживает коммунальное предприятие Gradski saobraćaj Sarajevo («Городской транспорт Сараево»). Сараевский трамвай ведёт свою историю с 1885 года. Он курсирует по главной магистрали города вдоль реки Миляцки, от Башчаршии до Илиджи. Сараевский троллейбус, запущенный в 1984 году, соединяет исторический центр Сараева с Источно-Сараевом.
Требевичская канатная дорога была открыта в 1959 году. Имела длину 2064 метра, высоту подъёма 576,6 м. Состояла из двух станций, соединявших гору Требевич с районом Бистрик в центре города. Скорость подъёма и спуска составлял 12 минут. Функционировала до начала войны в 1992 году, после чего была разрушена.

### Междугородный

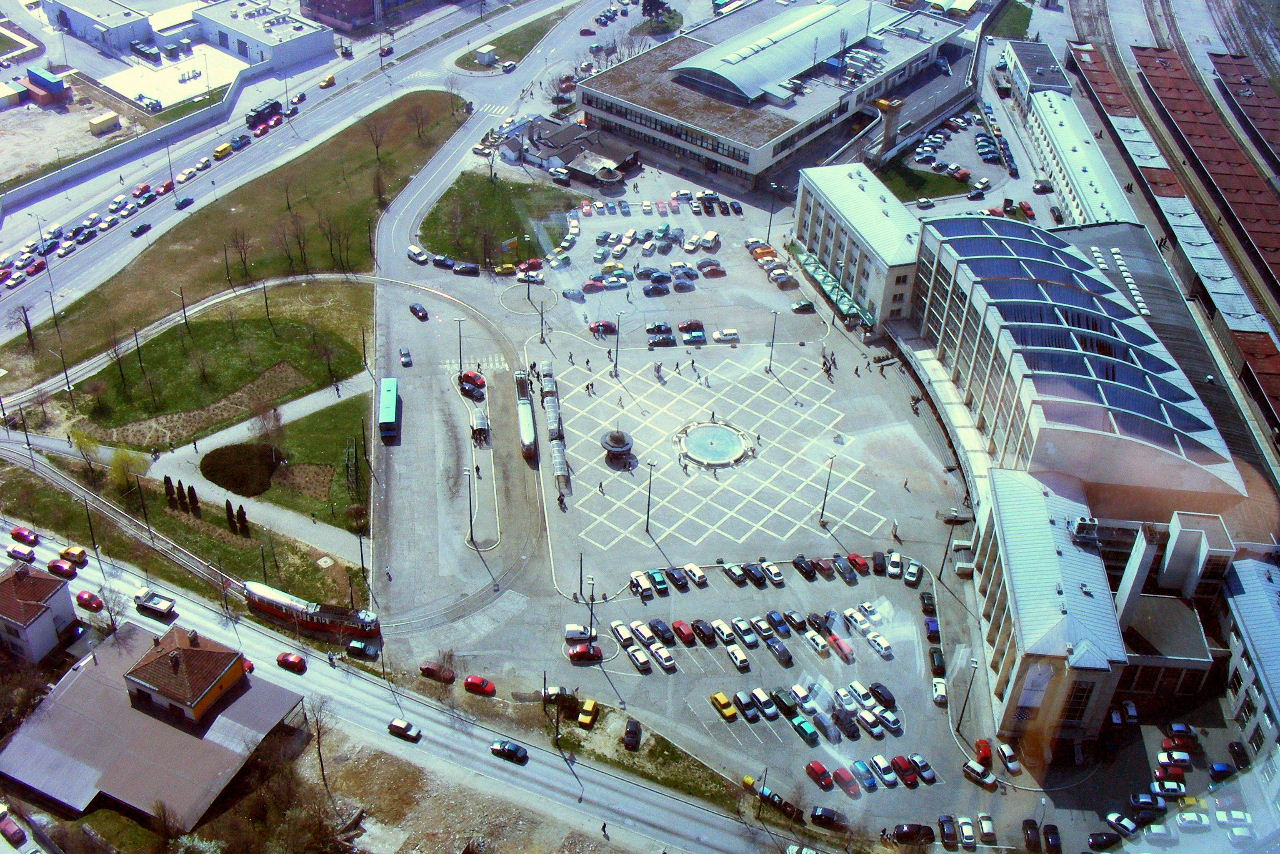
Железнодорожный и автобусный вокзалы

Железнодорожный вокзал представляет собой массивное железобетонное здание, построенное немецкими военнопленными по проекту архитекторов из Чехословакии и Восточной Германии в 1953 году. Вокзал расположен в центре города, двумя ветками соединяет Сараево с северными районами страны до Бихача и городами Ябланица, Мостар и Чаплина на юге. Международные поезда следуют в хорватские города Загреб и Плоче. Старый вокзал в Бистрике на левом берегу реки Миляцки был построен в 1906 году. С закрытием узкоколейной железной дороги в 1973 году и последующим демонтажом путей здание утратило своё предназначение; отнесено к культурно-историческим памятникам национального значения.
Автовокзал, расположенный рядом с железнодорожным вокзалом, обслуживает междугородние и международные маршруты на Хорватию, Словению и Западную Европу. Автобусная связь с Сербией, Черногорией и Республикой Сербской осуществляется через автовокзал Источно-Сараево.
Международный аэропорт «Сараево» расположен в нескольких километрах к юго-западу от города, на территории Федерации Боснии и Герцеговины. С 1994 по 2015 годы — место базирования самолётов национальной авиакомпании B&H Airlines со штаб-квартирой в Сараеве
. Прерывал работу во время Боснийской войны. Осуществляются регулярные рейсы (2015 год) в страны Евросоюза, Швейцарию, Стамбул, Белград, Осло. На западной окраине в черте города располагается военная авиабаза Райловац.

## Культура

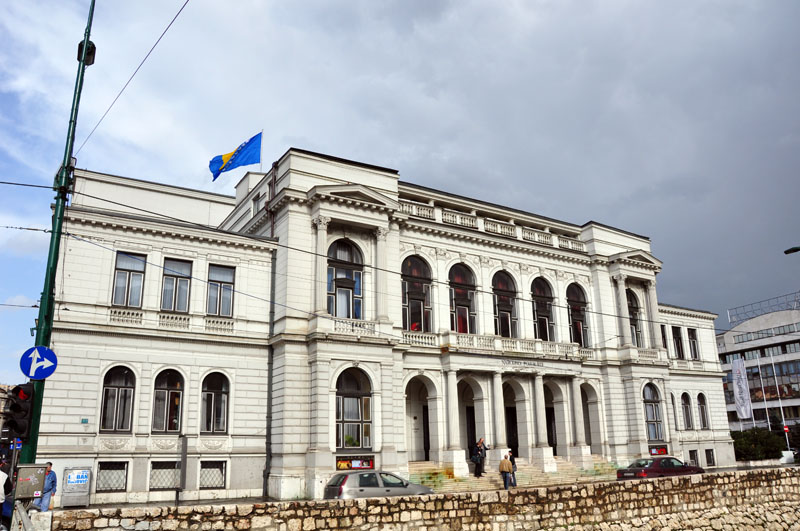
Национальный театр

В Сараеве действует 35 учреждений культуры. Действует культурный центр босняков Боснийский институт.
Проводятся ежегодные культурные мероприятия: международный Сараевский кинофестиваль с 1995 года, международный театральный фестиваль Teatar Fest, фестиваль искусств «Башчаршские ночи» с 1988 года, международный фестиваль фольклора, интернациональный Сараевский фестиваль джаза с 1997 года, интернациональный театральный фестиваль Mess, Сараевские дни поэзии, детский фестиваль.
Сараевский национальный театр Боснии и Герцеговины был основан в 1919 году. На сцене театра, расположенного на набережной реки Миляцки, выступают Сараевская опера и Сараевский балет. Сараевский театр молодёжи, ведущий свою историю с 1950 года. «Камерный театр 55», основанный в 1955 году. Театр войны SARTR, основанный в 1992 году.
Сараевская филармония, основанная в 1923 году. В 1960—1970-е годы Сараево было домом для боснийских музыкальных групп Indexi и Bijelo Dugme.

### Музеи и галереи

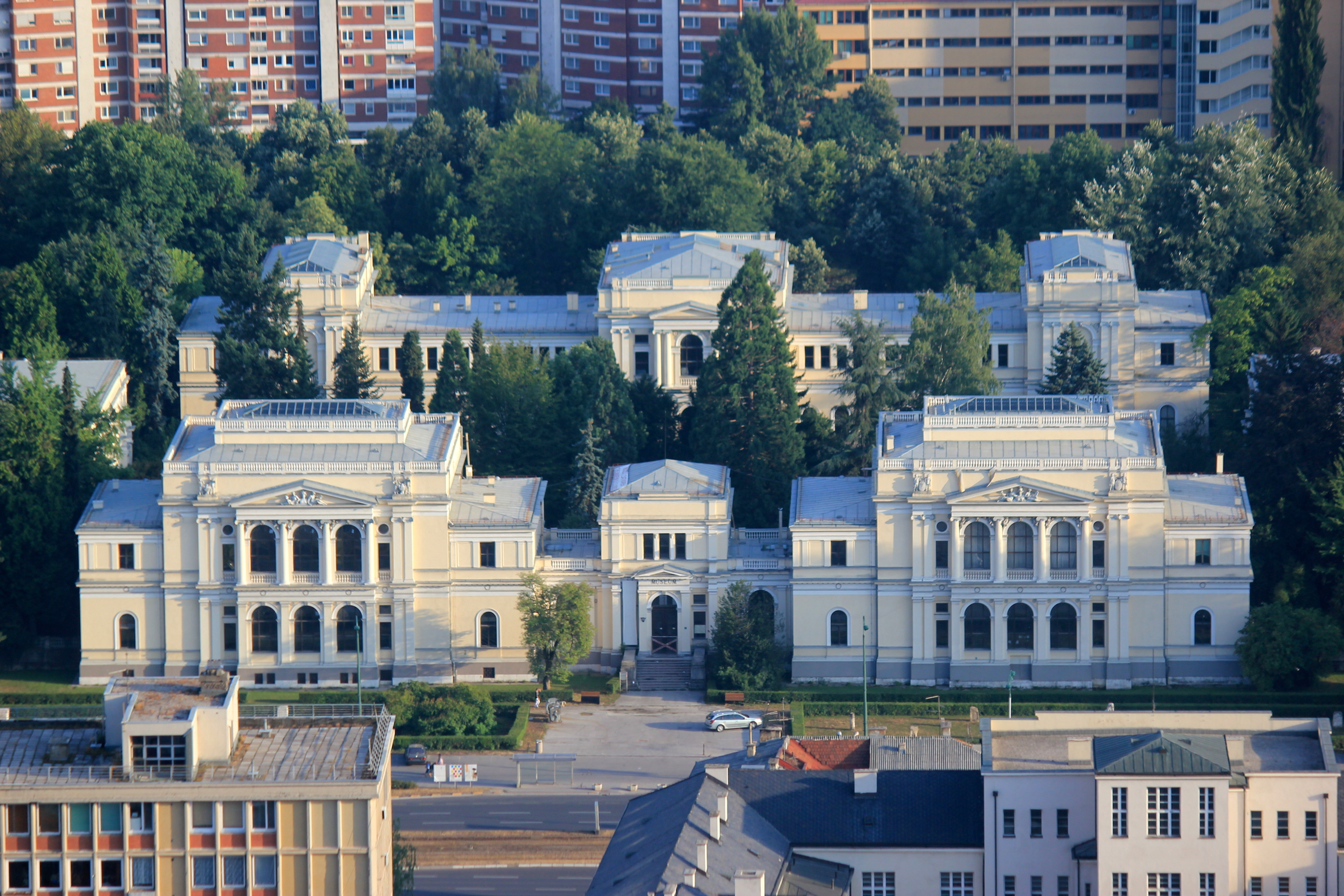
Национальный музей

- Сараевский музей состоит из основного здания и пяти отделений: Сврзин дом[босн.], дом Деспича, Музей евреев Боснии и Герцеговины, Бруса Безистан[босн.] и музея Сараева 1878—1914 годов.
- Национальный музей Боснии и Герцеговины, основанный во второй половине XIX века. Расположен в здании неоренессансного стиля.
- Исторический музей Боснии и Герцеговины, основанный в 1945 году. Фонд музея насчитывает около 400 тысяч единиц хранения.
- Ars Aevi[босн.] представляет собой музей современного искусства. Коллекция работ Микеланджело Пистолетто, Йозефа Бойса, Джозефа Кошута, Янниса Кунеллиса и других.
- Художественная галерея Боснии и Герцеговины[босн.], основанная в 1946 году. Продолжала работать во время осады Сараева[87].
- Еврейский музей Боснии и Герцеговины расположен в старейшей синагоге в стране, построенной в 1581 году[88].

### Религия
В Сараеве расположены резиденции духовного лидера мусульман Боснии и Герцеговины реис-улема, митрополита Дабро-Боснийской митрополии Сербской православной церкви, католического кардинала архиепархии Врхбосны.
Насчитывается около сотни мечетей; во время Олимпиады 1984 года их было 81. Старейшей из них является Царская мечеть (1556 года постройки), мечеть Али-паши (1561 год). Текии: Мевлевийская и «Семь братьев». Православные храмы Сербской православной церкви: Собор Рождества Пресвятой Богородицы, Старая православная церковь (1539 года), церковь святого Преображения. Католические церкви: Собор Святейшего Сердца Иисуса, церковь святого Винка (1883 года), церковь святого Антония Падуанского, церковь святого Йосипа, церковь Кирилла и Мефодия, церковь Королевы святого Розария, Францисканский монастырь (1894 года), Францисканская богословская школа, Сараевская синагога (1902 года).

## Образование и наука
Действует свыше двадцати дошкольных учреждений; 23 начальных школы, начальная музыкальная и балетная школа; 34 средних школ, включая гимназии и учреждения профессиональной подготовки: Хусрев-бегово медресе, медицинские, электротехнические, музыкальная школы и другие.
Здесь расположена Академия наук и искусств Боснии и Герцеговины. Национальная и университетская библиотека Боснии и Герцеговины, основанная в 1945 году. Во время осады Сараева в 1992 году 90 % собраний библиотеки были уничтожены пожаром. Библиотека Сараева, основанная в 1947 году. Во время осады Сараева вместе с архивом библиотеки погибло 150 тысяч книг. Имеет в своей структуре 16 отделений в районах Сараевского кантона.

### Вузы

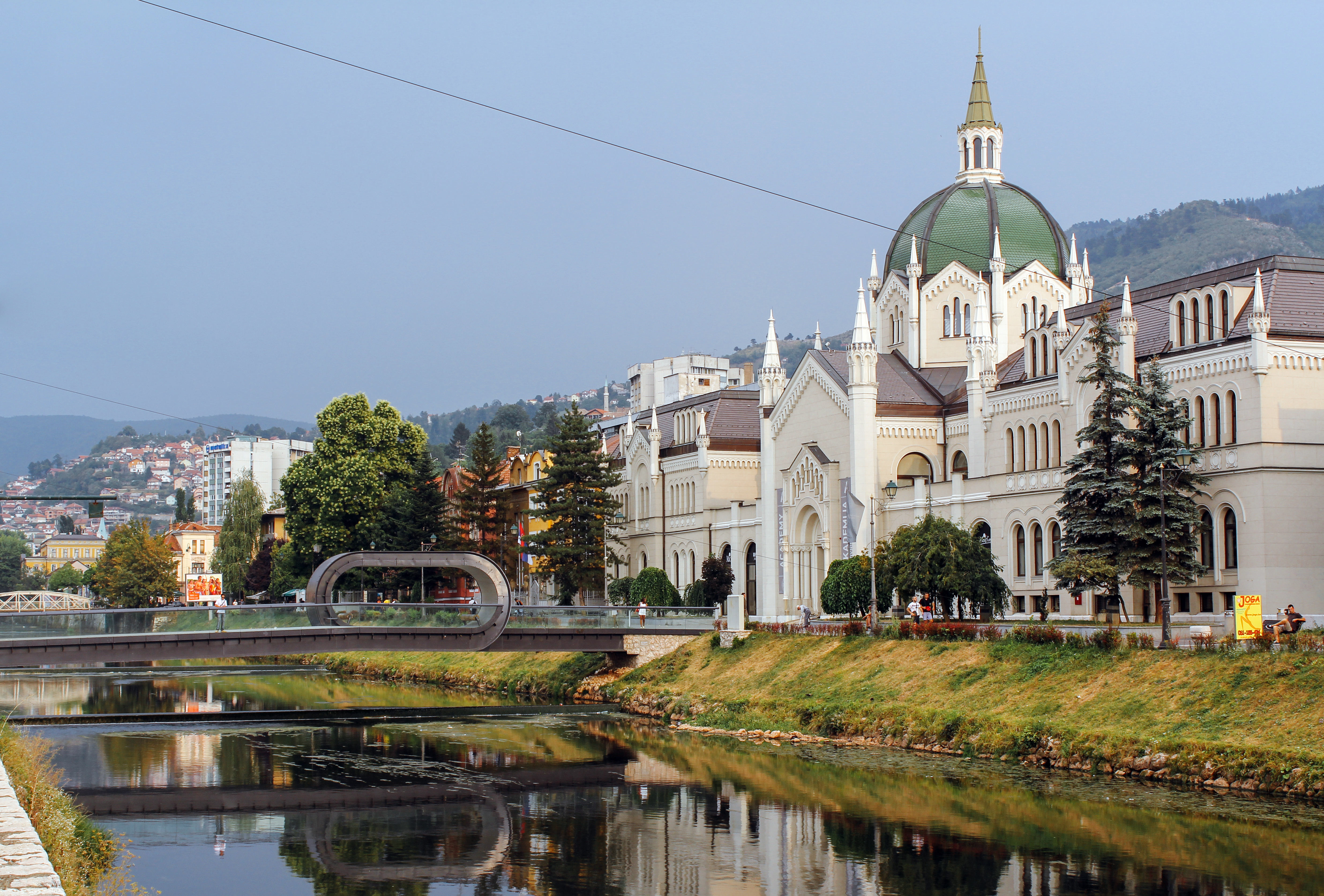
Академия искусств

- Сараевский университет в современном виде был основан в 1940-е годы. Прежде образование велось в школе суфизма, созданной Гази Хусрев-бегом в 1531 году, и школа шариатского права, основанная в 1887 году. В состав университета входит три академии — изящных, сценических искусств и музыкальная, два десятка факультетов, включая факультет исламских наук и факультет католического богословия[93].
- Сараевский институт востоковедения, основанный в 1950 году.
- Сараевский международный университет[босн.], основанный в 2004 году, ведёт обучение по техническим и гуманитарным наукам.
- Сараевская школа науки и технологии[босн.], основанный в 2004 году, ведёт обучение по техническим и гуманитарным наукам. Кампус школы расположен в пригороде — Илидже.
- Американский университет в Боснии и Герцеговине[босн.], основанный в 2005 году, обучает экономике и юриспруденции.
- Сараевская высшая школа бизнеса[англ.], основанная в 2004 году при участии американского Texas A&M University-Commerce, ведёт обучение по программам MBA.
- Международный университет Бёрч[босн.], основанный в 2008 году, обучает языкам, экономике, архитектуре и инженерному делу[87].

## Спорт
Стадион «Асим Ферхатович-Хасе» — главная футбольная арена Боснии и Герцеговины. Также имеются стадионы «Грбавица» и «Отока». Олимпийский дворец имени Хуана Антонио Самаранча. Конькобежный каток «Зетра». Спортивный центр «Скендерия». Играют футбольные клубы: «Железничар» с 1921 года, «Сараево» с 1946 года, «Олимпик» с 1946 года. Гандбольный клуб «Босна Сараево», основанный в 1993 году. Баскетбольный клуб «БК Босна», основанный в 1948 году. Хоккейный клуб «Босна», основанный в 1951 году. Ватерпольный клуб «Босна», основанный в 1980 году. Проводится ежегодный Сараевский марафон с 2007 года. В Сараеве и Источно-Сараеве на 2017 год запланировано проведение Европейского юношеского олимпийского фестиваля.

### Олимпийские игры 1984 года

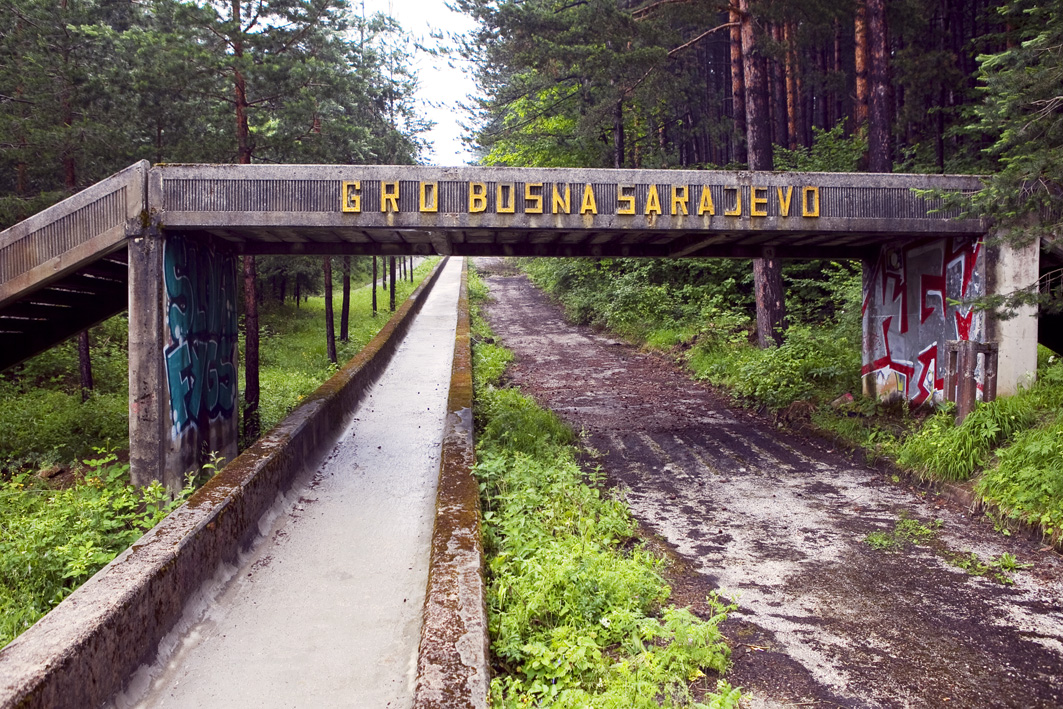
Бобслейная трасса

В Сараеве и его окрестностях с 8 по 19 февраля 1984 года проходили XIV зимние Олимпийские игры. Торжественное открытие состоялось на Олимпийском стадионе «Кошево», ныне — стадион «Асим Ферхатович-Хасе». В самом городе игры проходили на Олимпийском стадионе, спортивном центре «Скендерия» и олимпийском комплексе «Зетра». Горнолыжные состязания среди мужчин проходили на горе Белашнице, для женщин — на Яхорине. На Игмане проводились соревнования по прыжкам на лыжах с трамплина, по лыжному двоеборью, по биатлону, по лыжным гонкам. На Требевиче — соревнования по бобслею. В играх приняли участие 1273 спортсмена, в том числе 996 мужчин и 277 женщин. Талисманом игр был волчонок Вучко.
На строительство олимпийских объектов и сопутствующей инфраструктуры было затрачено около 150 млн долларов США. Во время войны 1992—1995 годов были повреждены многие объекты, включая самый дорогостоящий из них — бобслейную трассу на горе Требевич. В самом начале войны в апреле 1992 года под обстрелом артиллерии сгорел музей Олимпийских игр в центре города. После окончания войны был восстановлен городской каток «Зетра», однако горные объекты так и не были восстановлены. На 2015 год на Игмане и Белашнице организовано катание на лыжах и сноуборде, работает канатная дорога.

## Архитектура
Сараево имеет полосовидную планировочную структуру, сложившуюся в условиях ограниченного природного пространства в межгорной котловине. Ось города в историческом центре проходит по параллельным друг другу магистралям: улице Хисата — Набережной Кулина-бана и улицам Телали — Муллы Мустафы Башеския — Маршала Тита. Эти улицы на выходе из исторического центра к западу соединяются в магистраль, состоящую из улицы Змея из Боснии, бульвара Меши Селимовича, улиц Джемала Бедича и Рустем-паши в Илидже. Основные пешеходные улицы: Бранилаца-Сараева и Зелёных беретов и идущие параллельно им Ферхадия и Сарачи. Там же расположены старые площади Гаев-Трг, Фра Грга Мартича и другие. В Сараеве расположены высочайшие здания страны: Avaz Twist Tower и жилой комплекс Босмалов. На возвышенностях к востоку от Башчаршии — остатки укреплений Старого града Вратника — известняковая Белая и песчаниковая Жёлтая крепости, а также Вишеградские ворота.
Территориальное планирование осуществляется на основе принятого в 2003 году территориального плана Сараевского кантона, рассчитанного на период до 2023 года; а также генерального плана развития города Сараево на период 1986—2000 (2015) годы.

### Культурно-исторические памятники
В Сараеве насчитывается свыше ста культурно-исторических памятников национального значения.

#### Памятники Османского периода
Царская мечеть, построенная на месте одноимённой мечети по приказу султана Сулеймана Великолепного в 1556 году. Мечеть Гази Хусрев-бега 1530—1531 года постройки является святыней для всей Боснии и Герцеговины. Мечеть Хавадже построена в середине XVI века, современный вид получила во второй половине XX века. Мечеть Ферхата-паши построена боснийским санджак-бегом Ферхад-бегом Вукович-Десисаличем. Хаджийская мечеть построена в 1541—1561 году, отсюда начинался хадж в Мекку. Синанова текия. Мечеть короля Фахда и Мечеть Чобания. Медресе Хусревбега или Куршумлия, было построено Гази Хусревбегом в 1537 году. Библиотека Хусревбега — одна из старейших в Европе. Караван-сараи, хаммам Хусревбега, крытый рынок Бруса Безистан (1551 год), безистан Хусревбега, остатки Ташлихана постройки XVI века. Мост Шехер-Чехаина недалеко от мэрии, построен в период турецкого владычества. Латинский мост в 1918—1922 годы носил название Принципов мост — по имени Гаврилы Принципа, убившего Франца Фердинанда. Козий мост в каньоне реки Миляцки к востоку от центра города. В прошлом соединял дорогу из Сараева в Стамбул. Дом Деспича, построенный сербской семьёй Деспичей. Старая православная церковь (1539—1540 год) с богатой коллекцией икон. Соборная церковь (1868 год) с колокольней (1872 год) в стиле необарокко. Сараевская часовая башня и Сараевский сабиль.

#### Памятники периода Австро-Венгрии
Католический собор Сердца Иисуса в неоготическом стиле, построен в 1889 году. Францисканский монастырь (1894 год) и церковь Антония Падуанского (1914 год). Церковь святых Кирилла и Мефодия (1892—1895 годы) в стиле неоренессанса, архитектор Й. Ванцаш. Царский мост в современном виде построен в период Австро-Венгрии. Сараевская синагога, построенная в 1902 году. Национальный музей. Мусульманские кладбища: Ковачи, Алифаковац и другие.

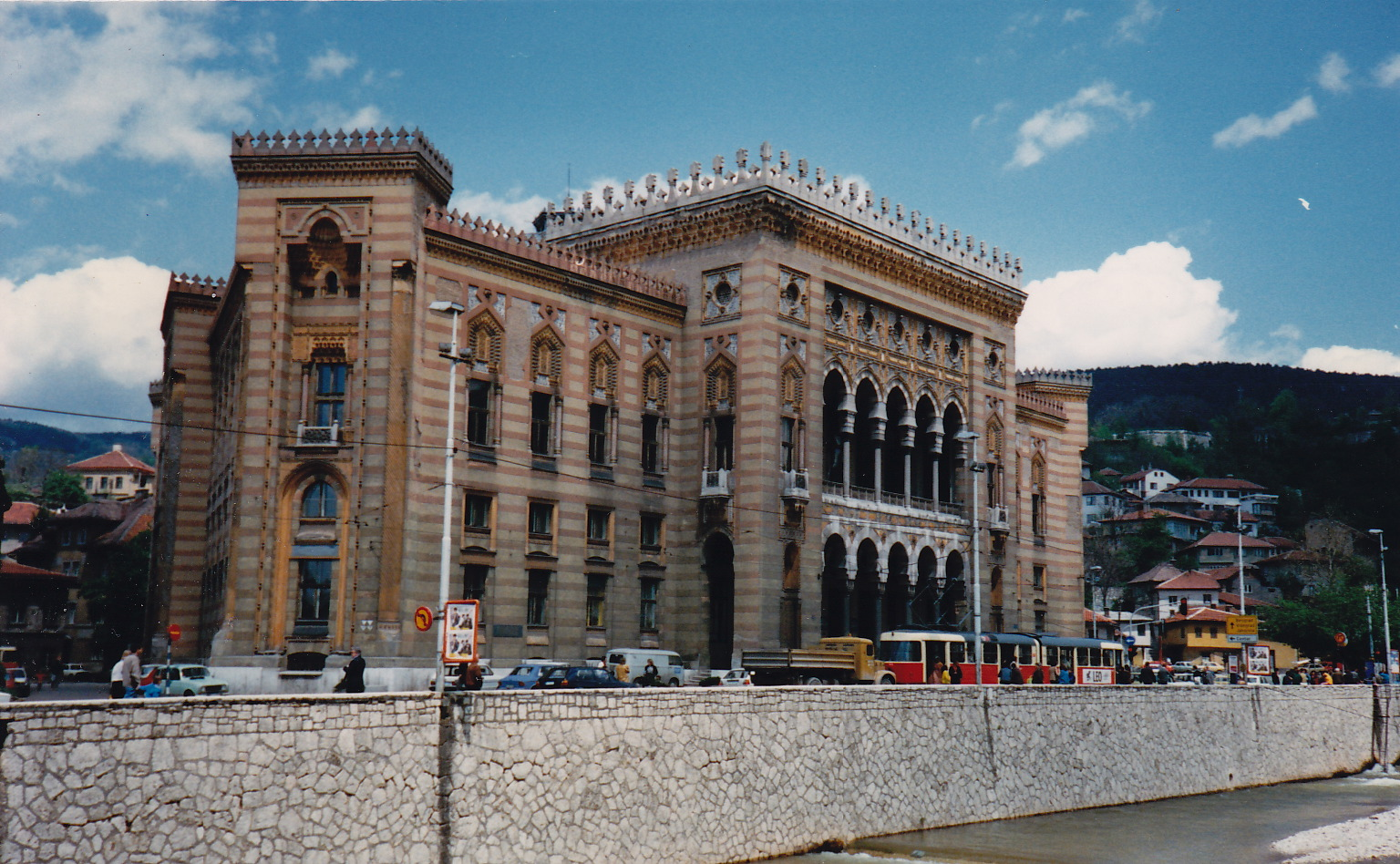
Мэрия Сараева
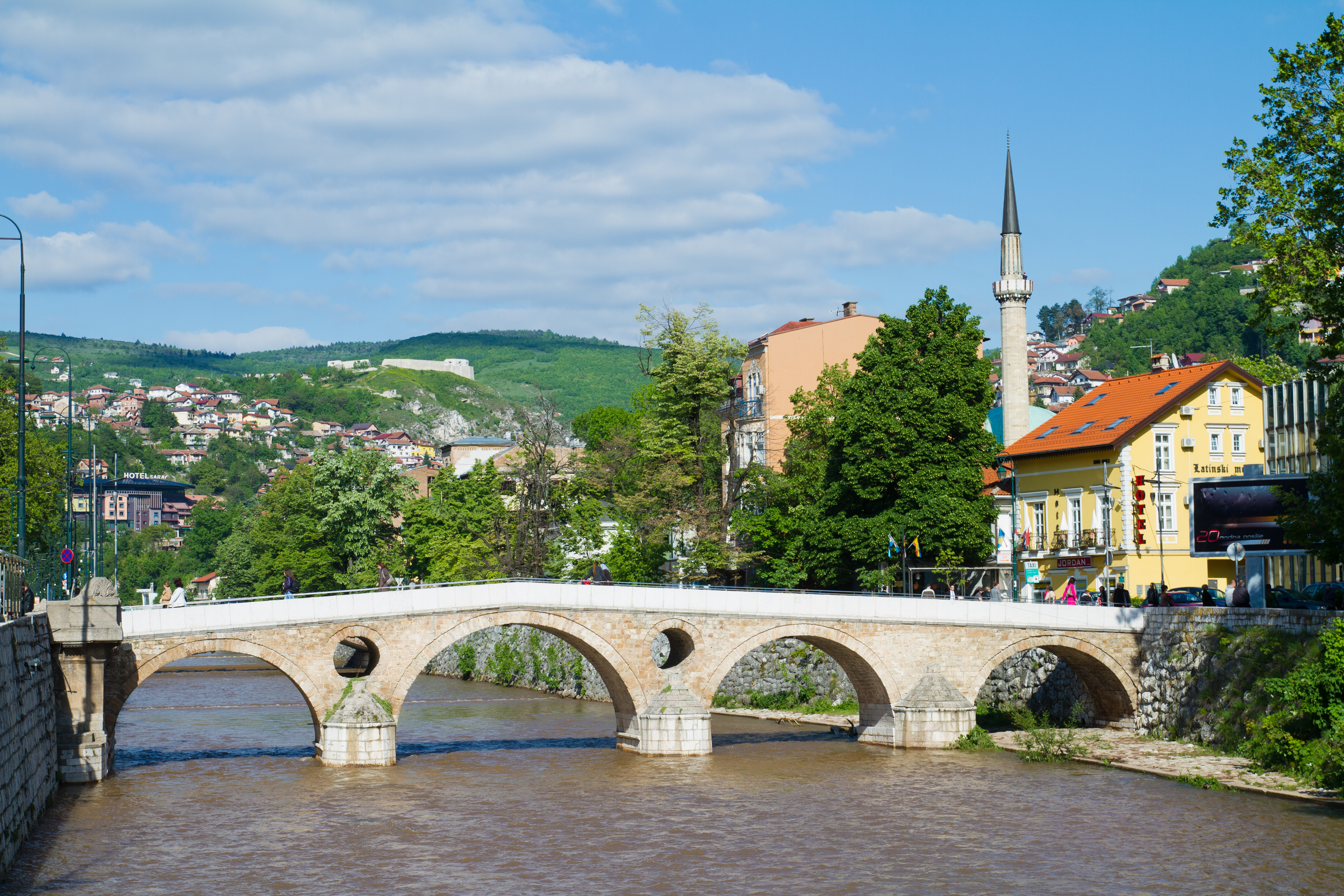
Латинский мост
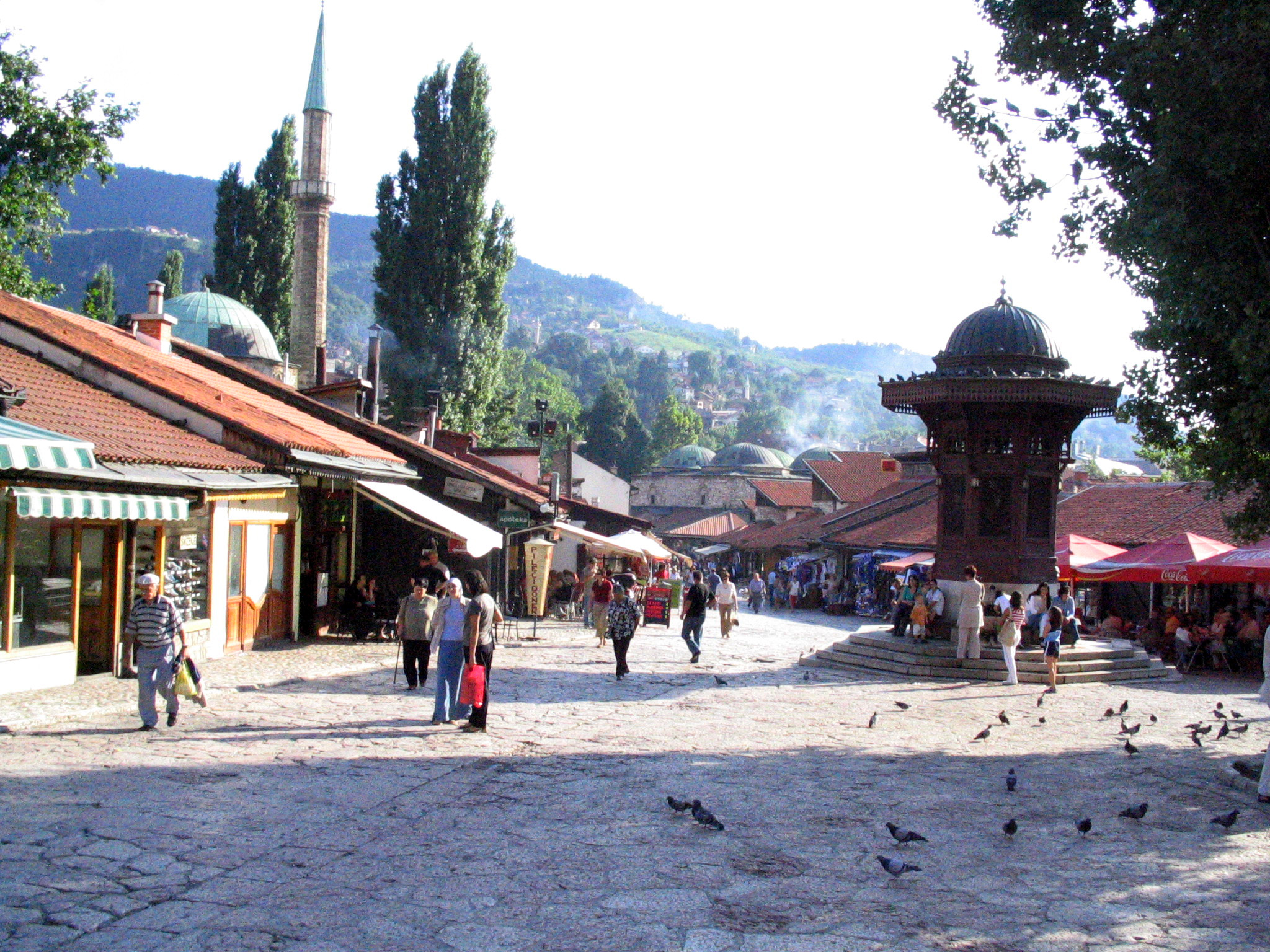
Башчаршия[босн.]

## Города-побратимы
У Сараева на 2024 год установлены побратимские связи с 34 городами Европы, Азии, Африки и Северной Америки. Также Сараевом заключены соглашения о сотрудничестве с 17 городами.
Города-побратимы:
| - Ковентри, Великобритания (с 1957 года) - Тлемсен, Алжир (1964) - Неаполь, Италия (1964) - Баку, Азербайджан (1972) - Фридрихсхафен, Германия (1972) - Бурса, Турция (1979) - Триполи, Ливия (1976) - Магдебург, Германия (1977) - Инсбрук, Австрия (1980) - Тяньцзинь, КНР (1981) - Вольфсбург, Германия (1985) - Калгари, Канада (1986) | - Барселона, Испания (1996) - Венеция, Италия (1994) - Анкара, Турция (1994) - Будапешт, Венгрия (1995) - Серр-Шевалье, Франция (1995) - Прато, Италия (1995) - Тирана, Албания (1996) - Стокгольм, Швеция (1997) - Стамбул, Турция (1997) - Феррара, Италия (1998) - Колленьо, Италия (1998) - Эль-Кувейт, Кувейт (1998) | - Дейтон, Огайо, США (1999) - Мадрид, Испания (2007) - Пула, Хорватия (2012) - Тегеран, Иран (2016) - Скопье, Северная Македония (2017) - Доха, Катар (2018) - Измир, Турция (2022) - Подгорица, Черногория (2022) - Любляна, Словения (2022) - Шанлыурфа, Турция (2022) |

Города, с которыми были заключены соглашения о сотрудничестве:
| - Загреб, Хорватия (2001) - Солт-Лейк-Сити, Юта, США (2002) - Каир, Египет (2006; продлено в 2023) - Дубровник, Хорватия (2006) - Конья, Турция (2007) - Эль-Ахмади, Кувейт (2010) - Нови-Пазар (город, Сербия) (2011) - Вуковар, Хорватия (2011) - Бад-Ишль, Австрия (2016) | - Хиросима, Япония (Сараево 2016, Хиросима 2017) - Центральный административный округ города Москвы, Россия (2017) - Белград, Сербия (2017) - София, Болгария (2022) - Киев, Украина (2022) - Рим, Италия (2023) - Аннаполис, Мэриленд, США (2023) - община Бар, Черногория (2024) |

### Энциклопедии
- Сараево // Энциклопедический словарь Брокгауза и Ефрона : в 86 т. (82 т. и 4 доп.). — СПб., 1890—1907.
- Сара́ево // Ремень — Сафи. — М. : Советская энциклопедия, 1975. — С. 587. — (Большая советская энциклопедия : [в 30 т.] / гл. ред.  А. М. Прохоров ; 1969—1978, т. 22).
- Sarajevo — статья из «Энциклопедии Британника» (англ.)
- Sarajevo — статья из энциклопедии Proleksis (хорв.)

### Книги
- Поспелов Е. М. Сара́ево // Географические названия мира. Топонимический словарь: Ок. 5000 единиц / отв. ред. Р. А. Агеева. — 2-е изд. — М.: Русские словари; Астрель; АСТ, 2002. — С. 368. — 512 с. — 5000 экз. — ISBN 5-17-002938-1, ISBN 5-271-00446-5, ISBN 5-93259-014-9, ISBN 5-17-001389-2.
- Сара́ево // Большой словарь географических названий / Гл. ред. В. М. Котляков. — Екатеринбург: У-Фактория, 2003. — С. 559. — 832 с. — 10 000 экз. — ISBN 5-94799-148-9.
- Сара́ево // Географический энциклопедический словарь: географические названия / Гл. ред. А. Ф. Трёшников. — 2-е изд., доп. — М.: Советская энциклопедия, 1989. — С. 414. — 592 с. — 210 000 экз. — ISBN 5-85270-057-6.
- Сара́ево // Энциклопедический географический словарь — М.: РИПОЛ классик, 2011. — С. 589. — 800 с. — (Словари нового века). — 5 000 экз. — ISBN 978-5-386-03063-6.
- Donia, Robert J. Сараево: биография города = Sarajevo: biografija grada. — С.: Institut za istoriju, 2006. — 462 с. Архивировано 9 марта 2016 года. (босн.) (англ.)
- Spark, М. Развитие австро-венгерского Сараева, 1878—1918: история города = The Development of Austro-Hungarian Sarajevo, 1878—1918: An Urban History (англ.). — Bloomsbury Publishing, 2014. — 224 p.
- Markowitz, Fran. Сараево: боснийский калейдоскоп = Sarajevo: A Bosnian  Kaleidoscope (англ.). — University of Illinois Press, 2010. — 220 p.